# Molučenka
Molučenka (Moluccella) je malý rod rostlin z čeledi hluchavkovitých. Obsahuje 8 druhů, rozšířených ve Středomoří a v jihozápadní Asii. Některé, především molučenka hladká, jsou pěstovány jako okrasné rostliny.

## Popis

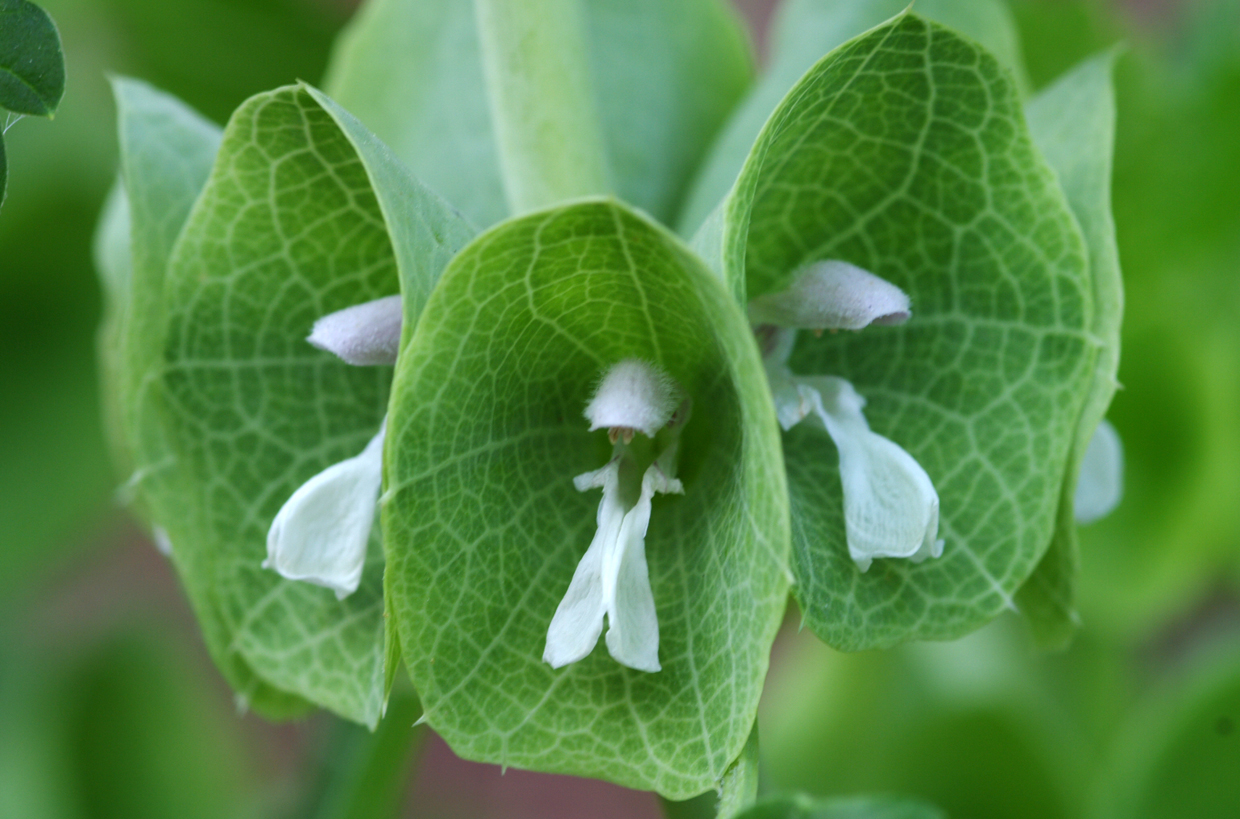
Detail květů molučenky hladké

Jsou to jednoleté nebo krátce vytrvalé byliny, lysé nebo jen řídce chlupaté. Listy jsou jednoduché, křižmostojné, řapíkaté, na okrajích zubaté. Oboupohlavné květy jsou uspořádány v lichopřeslenech po 4–6–10, které jsou podepřeny listeny. Kalich je pěticípý, široce zvonovitý nebo s pěti nápadně osinatými cípy. Koruna je bílá nebo narůžovělá, výrazně dvoupyská. Tyčinky jsou 4, z koruny nevyčnívají. Plody jsou tvrdky rozpadající se na čtyři jehlancovitá merikarpia.

## Ekologie a rozšíření
Dva druhy (M. laevis a M. spinosa) jsou původní ve Středomoří, ostatní pocházejí z prostoru Malé Asie, Blízkého východu a Kavkazu až po Střední Asii. Molučenka hladká jako pěstovaná okrasná rostlina zdomácněla i v jiných částech světa, jako Austrálie, USA a jih Jižní Ameriky.
Molučenky rostou v xerofilních křovinách a nízkých rostlinných formacích typu garrigue, frigana nebo batha, na skalnatých svazích, na narušených ruderálních stanovištích a v okolí lidských sídel, převážně na plném slunci a prodyšných, mírně živinami bohatých, dobře odvodněných, ale ne úplně suchých půdách. Jednoleté druhy mívají efemérní životní strategii, po odplození odumírají a horké a suché léto přežívají pouze ve formě semen.

## Význam

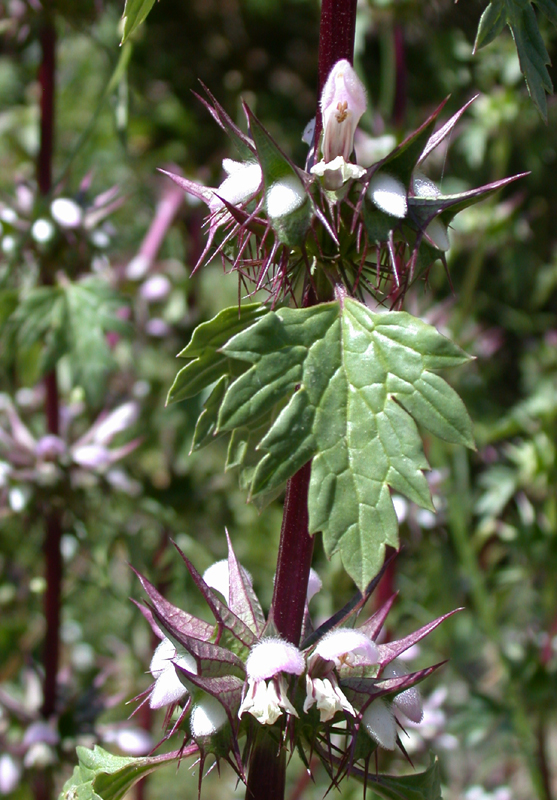
Moluccella spinosa

Jako okrasná letnička má význam především molučenka hladká. Její květenství s nápadně zvonkovitými kalichy lze též sušit a používat ve floristických aranžmá. Pro obsah esenciálních olejů s antibakteriálním účinkem byly některé druhy využívány též ve staré lidové medicíně. Molučenka hladká je zmíněna už v českém překladu Mattioliho Herbáře z roku 1596, kde je řazena k cizokrajným meduňkám.

## Taxonomická poznámka
V rámci hluchavkovitých je rod řazen do podčeledi Lamioideae a tribu Marrubieae, kde formuje dobře vymezený monofyletický klad s nejblíže příbuznými rody měrnice (Ballota) a jablečník (Marrubium). Při taxonomických revizích ve 21. století do něho bylo přesunuto několik zástupců z jiných rodů (např. Otostegia); naopak polokeřík a pákistánský endemit Moluccella otostegoides je někdy řazen do monotypického rodu Sulaimania, což ovšem není všemi zdroji přijímáno.